# Athlia freyi
Athlia freyi är en skalbaggsart som beskrevs av Martinez 1974. Athlia freyi ingår i släktet Athlia och familjen Melolonthidae. Inga underarter finns listade.